# Lista siturilor arheologice din județul Bihor - B
Lista siturilor arheologice din județul Bihor - B conține toate siturile arheologice din județul Bihor înscrise în Repertoriul Arheologic Național (RAN) și aflate în localități al căror nume începe cu litera B. RAN este administrat de Ministerul Culturii și Patrimoniului Național și cuprinde date științifice, cartografice, topografice, imagini și planuri, precum și orice alte informații privitoare la zonele cu potențial arheologic, studiate sau nu, încă existente sau dispărute.
Puteți căuta un sit din localitățile care încep cu litera B folosind formularul de mai jos sau puteți naviga prin toate siturile din județ la Lista siturilor arheologice din județul Bihor.
| Cod RAN                                  | Denumire | Localitate                      | Adresă                                                               | Datare              | Descoperit | Coordonate                                    | Imagine           | Erori            |
| ---------------------------------------- | --- | ------------------------------- | -------------------------------------------------------------------- | ------------------- | ---------- | --------------------------------------------- | ----------------- | ---------------- |
| 27338.02.01                              | Situl arheologic de la Balc - "Cariera de piatră" / ansamblu anonim (Categorie: locuire civilă) (Tip: Așezare)                                   | sat Balc, comuna Balc           | Cariera de piatră                                                    |                     |            |                                               | Încărcați imagine | Raportați eroare |
| 27338.02.02                              | Situl arheologic de la Balc - "Cariera de piatră" / ansamblu anonim (Categorie: locuire civilă) (Tip: Așezare)                                   | sat Balc, comuna Balc           | Cariera de piatră                                                    |                     |            |                                               | Încărcați imagine | Raportați eroare |
| 27338.02.03                              | Situl arheologic de la Balc - "Cariera de piatră" / ansamblu anonim (Categorie: locuire civilă) (Tip: Așezare)                                   | sat Balc, comuna Balc           | Cariera de piatră                                                    |                     |            |                                               | Încărcați imagine | Raportați eroare |
| 27392.02.01                              | Situl arheologic de la Batăr - "Hârbod" / ansamblu anonim (Categorie: locuire civilă) (Tip: Așezare)                                             | sat Batăr, comuna Batăr         | Hârbod                                                               |                     |            |                                               | Încărcați imagine | Raportați eroare |
| 27392.02.02                              | Situl arheologic de la Batăr - "Hârbod" / ansamblu anonim (Categorie: locuire civilă) (Tip: Așezare)                                             | sat Batăr, comuna Batăr         | Hârbod                                                               | sec. XVI            |            |                                               | Încărcați imagine | Raportați eroare |
| 27445.02.01                              | Situl arheologic de la Biharia - "Lutărie" / ansamblu anonim (Categorie: locuire) (Tip: Așezare)                                                 | sat Biharia, comuna Biharia     | Lutărie și Cărămidărie                                               |                     |            |                                               | Încărcați imagine | Raportați eroare |
| 27445.02.02                              | Situl arheologic de la Biharia - "Lutărie" / ansamblu anonim (Categorie: locuire) (Tip: Necropolă)                                               | sat Biharia, comuna Biharia     | Lutărie și Cărămidărie                                               | sec. XIV            |            |                                               | Încărcați imagine | Raportați eroare |
| 27445.03.01                              | Situl arheologic de la Biharia - "Grădina de legume" / ansamblu anonim (Categorie: locuire civilă) (Tip: Așezare)                                | sat Biharia, comuna Biharia     | Grădina de legume S.A                                                |                     |            |                                               | Încărcați imagine | Raportați eroare |
| 27445.03.02                              | Situl arheologic de la Biharia - "Grădina de legume" / ansamblu anonim (Categorie: locuire civilă) (Tip: Așezare)                                | sat Biharia, comuna Biharia     | Grădina de legume S.A                                                | sec. XI - XIII      |            |                                               | Încărcați imagine | Raportați eroare |
| 26608.01.01                              | Așezarea paleolitică de la Betfia - "La crater" / ansamblu anonim (Categorie: locuire civilă) (Tip: Așezare)                                     | sat Betfia, comuna Sânmartin    | La crater                                                            |                     |            |                                               | Încărcați imagine | Raportați eroare |
| 27579.02.01                              | Necropola medievală de la Borod - "Cimitirul vechi" / ansamblu anonim (Categorie: descoperire funerară) (Tip: Necropolă)                         | sat Borod, comuna Borod         | Cimitirul vechi                                                      | sec. XIII - XIV     |            |                                               | Încărcați imagine | Raportați eroare |
| 27579.01.01                              | Biserica medievală de la Borod / ansamblu anonim (Categorie: structură de cult/religioasă) (Tip: Biserică)                                       | sat Borod, comuna Borod         |                                                                      | sec. XIII - XIV     |            |                                               | Încărcați imagine | Raportați eroare |
| 26813.01.01                              | Tumulii de la Beiuș - "Pădurea Delanilor" / ansamblu anonim (Categorie: descoperire funerară) (Tip: Grup de tumuli)                              | municipiul Beiuș                | Pădurea Delanilor                                                    |                     |            |                                               | Încărcați imagine | Raportați eroare |
| 27445.01.03 (Cod LMI: BH-I-s-A-00951)    | Situl arheologic de la Biharia - "Cetatea de pământ" / ansamblu anonim (Categorie: locuire civilă) (Tip: Așezare fortificată)                    | sat Biharia, comuna Biharia     | Cetatea de pământ                                                    | - C și D sec. IV-II |            | 47°10′03″N 21°55′28″E / 47.1675°N 21.92444°E  | Încărcați imagine | Raportați eroare |
| 27445.01.04 (Cod LMI: BH-I-s-A-00951)    | Situl arheologic de la Biharia - "Cetatea de pământ" / ansamblu anonim (Categorie: locuire civilă) (Tip: Așezare fortificată)                    | sat Biharia, comuna Biharia     | Cetatea de pământ                                                    | sec.VIII-IX         |            | 47°10′03″N 21°55′28″E / 47.1675°N 21.92444°E  | Încărcați imagine | Raportați eroare |
| 27445.01.05 (Cod LMI: BH-I-s-A-00951)    | Situl arheologic de la Biharia - "Cetatea de pământ" / ansamblu anonim (Categorie: locuire civilă) (Tip: Așezare fortificată)                    | sat Biharia, comuna Biharia     | Cetatea de pământ                                                    |                     |            | 47°10′03″N 21°55′28″E / 47.1675°N 21.92444°E  | Încărcați imagine | Raportați eroare |
| 27445.01.01 (Cod LMI: BH-I-s-A-00951)    | Situl arheologic de la Biharia - "Cetatea de pământ" / ansamblu anonim (Categorie: locuire civilă) (Tip: Așezare)                                | sat Biharia, comuna Biharia     | Cetatea de pământ                                                    | Tisa                |            | 47°10′03″N 21°55′28″E / 47.1675°N 21.92444°E  | Încărcați imagine | Raportați eroare |
| 27445.01.02 (Cod LMI: BH-I-s-A-00951)    | Situl arheologic de la Biharia - "Cetatea de pământ" / ansamblu anonim (Categorie: locuire civilă) (Tip: Așezare)                                | sat Biharia, comuna Biharia     | Cetatea de pământ                                                    | Otomani - II        |            | 47°10′03″N 21°55′28″E / 47.1675°N 21.92444°E  | Încărcați imagine | Raportați eroare |
| 26813.02.01                              | Biserica medievală de la Beiuș - "Cimitirul catolic" / ansamblu anonim (Categorie: structură de cult/religioasă) (Tip: Biserică)                 | municipiul Beiuș                | Cimitirul catolic                                                    | sec. XV-XVII        |            |                                               | Încărcați imagine | Raportați eroare |
| 26813.01.02                              | Biserica medievală de la Beiuș - "Cimitirul catolic" / ansamblu anonim (Categorie: structură de cult/religioasă) (Tip: necropola)                | municipiul Beiuș                | Cimitirul catolic                                                    | sec. XV-XVIII       |            |                                               | Încărcați imagine | Raportați eroare |
| 27338.03.01                              | Așezarea neolitică de la Balc - "Sanatoriul de Neuropsihiatrie" / ansamblu anonim (Categorie: locuire civilă) (Tip: Așezare)                     | sat Balc, comuna Balc           | Sanatoriul de Neuropsihiatrie                                        |                     |            |                                               | Încărcați imagine | Raportați eroare |
| 31538.02.01                              | Așezarea eneolitică de la Bălnaca- Piatra Morii / ansamblu anonim (Categorie: locuire civilă) (Tip: Așezare)                                     | sat Bălnaca, comuna Șuncuiuș    | Piatra Morii                                                         |                     |            |                                               | Încărcați imagine | Raportați eroare |
| 26813.03                                 | Topoare din cupru preistorice de la Beiuș (Categorie: descoperire izolată) (Tip: obiect izolat)                                                  | municipiul Beiuș                |                                                                      |                     |            |                                               | Încărcați imagine | Raportați eroare |
| 31805.01                                 | Unelte neo-eneolitice din piatră de la Belfir (Categorie: descoperire izolată) (Tip: obiect izolat)                                              | sat Belfir, comuna Tinca        |                                                                      |                     |            |                                               | Încărcați imagine | Raportați eroare |
| 27917.01.01                              | Așezarea neolitică de la Buduslău / ansamblu anonim (Categorie: locuire civilă) (Tip: Așezare)                                                   | sat Buduslău, comuna Buduslău   |                                                                      |                     |            |                                               | Încărcați imagine | Raportați eroare |
| 27855.01                                 | Topor neo-eneolitic de la Budureasa (Categorie: descoperire izolată) (Tip: obiect izolat)                                                        | sat Budureasa, comuna Budureasa |                                                                      |                     |            |                                               | Încărcați imagine | Raportați eroare |
| 27445.04.01                              | Situl arheologic-Str. Cetății-Autostrada Transilvania, tronson 3 C, km. 59+450-59+700 / ansamblu anonim (Categorie: locuire) (Tip: așezare)      | sat Biharia, comuna Biharia     | Str. Cetății-Autostrada Transilvania, tronson 3 C, km. 59+450-59+700 | Criș                |            | 47°09′44″N 21°55′31″E / 47.16229°N 21.92528°E | Încărcați imagine | Raportați eroare |
| 27445.04.02                              | Situl arheologic-Str. Cetății-Autostrada Transilvania, tronson 3 C, km. 59+450-59+700 / ansamblu anonim (Categorie: locuire) (Tip: așezare)      | sat Biharia, comuna Biharia     | Str. Cetății-Autostrada Transilvania, tronson 3 C, km. 59+450-59+700 | dacică              |            | 47°09′44″N 21°55′31″E / 47.16229°N 21.92528°E | Încărcați imagine | Raportați eroare |
| 27445.04.03                              | Situl arheologic-Str. Cetății-Autostrada Transilvania, tronson 3 C, km. 59+450-59+700 / ansamblu anonim (Categorie: locuire) (Tip: Așezare)      | sat Biharia, comuna Biharia     | Str. Cetății-Autostrada Transilvania, tronson 3 C, km. 59+450-59+700 | Celtică             |            | 47°09′44″N 21°55′31″E / 47.16229°N 21.92528°E | Încărcați imagine | Raportați eroare |
| 27445.04.04                              | Situl arheologic-Str. Cetății-Autostrada Transilvania, tronson 3 C, km. 59+450-59+700 / ansamblu anonim (Categorie: locuire) (Tip: Așezare)      | sat Biharia, comuna Biharia     | Str. Cetății-Autostrada Transilvania, tronson 3 C, km. 59+450-59+700 | sec. I-IV           |            | 47°09′44″N 21°55′31″E / 47.16229°N 21.92528°E | Încărcați imagine | Raportați eroare |
| 27338.01.01                              | Ruinele castelului Episcopului Ioan Pruis de la Balc / ansamblu Ruinele castelului Episcopului Ioan Pruis (Categorie: construcție) (Tip: Castel) | sat Balc, comuna Balc           |                                                                      | 1484                |            |                                               | Încărcați imagine | Raportați eroare |
| 31538.01.01 (Cod LMI: BH-I-s-B-00949)    | Fortificația hallstattiană de la Bălnaca - "Dealul Simionului" / ansamblu anonim (Categorie: fortificație) (Tip: Fortificație)                   | sat Bălnaca, comuna Șuncuiuș    | Dealul Simionului                                                    |                     |            |                                               | Încărcați imagine | Raportați eroare |
| 28282.01.01 (Cod LMI: BH-I-m-B-00950.02) | Situl arheologic medieval de la Bicaci - "Biserica turcilor" / ansamblu anonim (Categorie: locuire civilă) (Tip: Biserică)                       | sat Bicaci, comuna Gepiu        | Biserica turcilor                                                    | sec. XI - XVI       |            |                                               | Încărcați imagine | Raportați eroare |
| 28282.01.02 (Cod LMI: BH-I-m-B-00950.01) | Situl arheologic medieval de la Bicaci - "Biserica turcilor" / ansamblu anonim (Categorie: locuire civilă) (Tip: Așezare)                        | sat Bicaci, comuna Gepiu        | Biserica turcilor                                                    | sec. XI - XVI       |            |                                               | Încărcați imagine | Raportați eroare |
| 28282.01.03 (Cod LMI: BH-I-m-B-00950.03) | Situl arheologic medieval de la Bicaci - "Biserica turcilor" / ansamblu anonim (Categorie: locuire civilă) (Tip: Necropolă)                      | sat Bicaci, comuna Gepiu        | Biserica turcilor                                                    | sec. XI - XVI       |            |                                               | Încărcați imagine | Raportați eroare |